# Macotera
Macotera település Spanyolországban, Salamanca tartományban. Macotera Mancera de Abajo, Salmoral, Santiago de la Puebla, Gajates, Tordillos, Nava de Sotrobal és Bóveda del Río Almar községekkel határos. Lakosainak száma 1001 fő (2024).

## Népesség
A település népessége az elmúlt években az alábbi módon változott:
| Lakosok száma | 1681 | 1555 | 1468 | 1364 | 1268 | 1201 | 1114 | 1037 | 999  | 1001 |
|               | 2001 | 2004 | 2007 | 2009 | 2012 | 2014 | 2017 | 2019 | 2022 | 2024 |